# Крестед Бјут (Колорадо)
Крестед Бјут (енгл. Crested Butte) град је у америчкој савезној држави Колорадо.

## Демографија
По попису из 2010. године број становника је 1.487, што је 42 (-2,7%) становника мање него 2000. године.
| Група             | 2000.         | 2010.         |
| Белци             | 1.458 (95,4%) | 1.389 (93,4%) |
| Афроамериканци    | 4 (0,3%)      | 1 (0,1%)      |
| Азијати           | 11 (0,7%)     | 21 (1,4%)     |
| Хиспаноамериканци | 42 (2,7%)     | 63 (4,2%)     |
| Укупно            | 1.529         | 1.487         |